# Ceneda
Ceneda – obszar niemunicypalny w Kern County, w Kalifornii (Stany Zjednoczone), na wysokości 593 m.